# Dyrzela parallela
Dyrzela parallela là một loài bướm đêm trong họ Noctuidae.